# Inmunidad humoral

Expansión clonal de linfocitos (6) procedentes de células madres (1) incapacitados de reconocer antígenos propios (3), maduran (4) hasta reconocer antígeno extraño (5).

La inmunidad humoral es el principal mecanismo de defensa contra los microorganismos extracelulares y sus toxinas, en el cual, los componentes del sistema inmunitario que atacan a los antígenos, no son las células directamente sino son macromoléculas, como anticuerpos o proteínas del sistema del complemento.

## Respuesta mediada por Linfocitos B
La primera fase de la inmunidad humoral, es el reconocimiento de antígenos extraños dentro del organismo por células B a través de su receptor de membrana. Sin embargo, a pesar de la interacción con antígeno, la célula B no se activa hasta ser estimulada por una línea de linfocitos T llamados linfocitos T cooperadores. Esa unión, célula B-linfocito cooperador, estimula la expansión clonal y diferenciación de los linfocitos B, los cuales:
- Secretan anticuerpos primeramente de tipo IgM;
- Cambian de isotipo, bien sea IgG, IgA o IgE, dependiendo del estímulo adecuado;
- Maduran a anticuerpos de alta afinidad por el antígeno inicial;
- Remanentes de la línea producida permanecerán como linfocitos B de memoria.

La respuesta de anticuerpos en contra de los antígenos no proteicos (lípidos, polisacáridos) no requieren la participación de linfocitos T cooperadores, por lo que son llamados antígenos T-independientes.
Las células que producen los anticuerpos son las células plasmáticas, un tipo especial de linfocito B que se especializa en la procreación de un anticuerpo particular y específico.

### Respuesta humoral primaria
La respuesta humoral primaria o respuesta inmune primaria es la cantidad de anticuerpo secretado por células plasmáticas y la clonación de estas mismas células la primera vez que entra en contacto el receptor con el antígeno encuentra su máximo aproximadamente a los 7 días de la primera infección (5-10 días). Habitualmente, la respuesta máxima de anticuerpos son del isotipo IgM, por encima de IgG, inducida por todo tipo de inmunógeno. La dosis necesaria para la inmunización generalmente debe ser relativamente alta, óptimamente con la presencia de adyuvantes para los antígenos proteicos.

### Respuesta humoral secundaria
Una infección repetida por un mismo antígeno activa los linfocitos de memoria creados como consecuencia de la respuesta humoral primaria. La respuesta, entonces, se inicia más rápidamente, al cabo de unos 3 días. Por su parte, la respuesta máxima de anticuerpos es mayor, con una intensidad de 100 a 1000 veces la respuesta primaria, y es principalmente del isotipo IgG (en ciertas situaciones de los isotipos IgA e IgE). También dura más tiempo, haciendo que su declive sea más lento. Es una respuesta inducida por antígenos proteicos y sólo son requeridas bajas dosis de antígenos infectantes, sin necesidad de adyuvantes.
| Respuesta primaria                       | Respuesta secundaria                                    |
| ---------------------------------------- | ------------------------------------------------------- |
| Dura 5-10 días para instalarse           | Habitualmente 3 días para instalarse                    |
| Respuesta máxima de anticuerpos menor    | Respuesta máxima de anticuerpos mayor                   |
| Generalmente IgM > IgG                   | Aumento relativo de IgG y de IgA e IgE en ciertos casos |
| Menor afinidad media por anticuerpos     | Afinidad madurada y mayor por anticuerpos               |
| Inducida por cualquier inmunógeno        | Inducida solo por antígenos proteicos                   |
| Dosis de inmunización relativamente alta | Inducida por baja dosis de antígenos                    |
| Adyuvantes requeridos óptimamente        | Adyuvantes no necesarios usualmente                     |

### Funciones
Además de reconocer a los antígenos, los anticuerpos pueden inutilizar la capacidad de infectar de los microorganismos y marcar a los patógenos, opsonizarlos, para facilitar su reconocimiento y eliminación.
Los anticuerpos no sólo son específicos en cuanto al tipo de antígeno que reconocen, sino también en cuanto al tipo de respuesta que inducen. Algunos promueven la fagocitosis y otros dificultan la secreción de mediadores químicos que participan en la respuesta inflamatoria y en la activación del complemento, por ejemplo.

### Respuesta mediada por el sistema del complemento

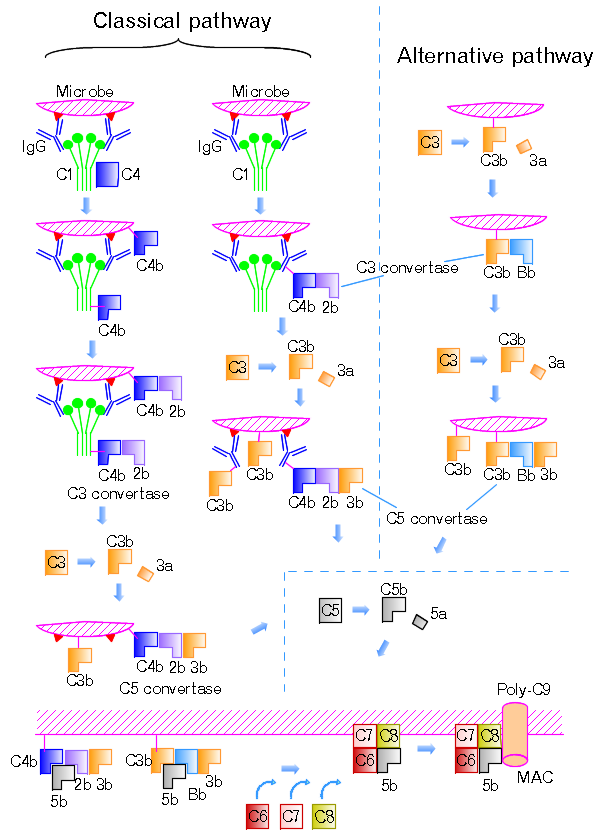
Vías clásica y alternativa de activación de la cascada del sistema del complemento.

El sistema del complemento lo forman un conjunto de proteínas presentes habitualmente en el plasma sanguíneo de forma inactiva. Estas median tanto la lisis de células marcadas con anticuerpos, como la inflamación localizada. Está formado por un sistema de 9 proteínas, C1-C9, que activan una cascada proteolítica en la que se escinden dos fragmentos, a y b, de las proteínas originales.
Cuando C1 reconoce a un antígeno marcado con un anticuerpo se inicia la llamada vía clásica de activación del complemento que culmina con la escisión de C5 en C5a y C5b, y la activación del complejo de ataque a la membrana.
En la vía alternativa de activación del complemento, el componente C3 se hidroliza espontáneamente, al fragmento C3b se le unen un factor B, un factor D, y properdín para estabilizarlo, finalmente hidroliza C5 y se inicia el ataque a membrana.
En la vía de las lectinas dos proteínas que reconocen oligosacáridos característicos de bacterias u hongos, como la manosa, reemplazan a C1, siguiendo el mismo proceso que en la vía clásica.

### Lisis e inflamación
El principal efecto del sistema del complemento es la formación de un complejo de ataque a membrana, al estar C5b unido a membrana, este puede unir tanto C6, como C7 y C8 y se forma un gran complejo que recluta proteínas C9. Estas últimas se organizan formando un poro en la membrana que producirá la muerte de la célula implicada. Por otra parte, C3a, el fragmento que no participaba directamente, inducirá la inflamación localizada, el fragmento C5a en cambio activará la secreción de los gránulos de los mastocitos.
El sistema del complemento también participa en la activación de la inmunidad celular. Los fragmentos C3a y C5a se unen a la superficie del patógeno. Cuando un linfocito T citotóxico reconoce C5a, provocará la lisis de la célula si lleva unido C3a. El hecho de requerir los dos fragmentos aumenta la especificidad del sistema.